# Fowlea sanctijohannis
Fowlea sanctijohannis — вид змій родини полозових (Colubridae). Мешкає в Південній Азії. Вид названий на честь британського натураліста Олівера Сент-Джона.

## Поширення і екологія
Fowlea sanctijohannis мешкають на Індо-Гангській рівнині в Індії, Непалі і Пакистані. Вони ведуть напівводний спосіб життя, зустрічаються поблизу річок і ставків, на висоті від 960 до 2200 м над рівнем моря. Відкладають яйця.